# Брюханов, Степан Степанович
Степан Степанович Брюханов (1916—1945) — капитан Рабоче-крестьянской Красной Армии, участник Великой Отечественной войны, Герой Советского Союза (1945).

## Биография
Степан Брюханов родился 9 января 1916 года в селе Талое (ныне — Ирбейский район Красноярского края) в рабочей семье. В том же году погиб его отец на фронте Первой мировой войны. В 1923 году в семьёй переехал в Тайшет, где окончил семь классов школы. В 1932 году переехал в Кемерово, где окончил школу фабрично-заводского ученичества и работал электромонтёром, одновременно учась в аэроклубе. Окончил аэроклуб в 1937 году. В 1940 году был призван на службу в Рабоче-крестьянскую Красную Армию Кемеровским районным военным комиссариатом. В 1941 году окончил военную авиационную школу пилотов в Омске, был оставлен в ней лётчиком-инструктором. С 20 марта 1943 года старший сержант Степан Брюханов — на фронтах Великой Отечественной войны. Участвовал в боях на Западном, Брянском, 1-м и 4-м Украинском фронтах. Летал на штурмовике «Ил-2». Принимал участие в Ржевско-Вяземской операции 1943 года, Орловской, Брянской, Проскуровско-Черновицкой, Львовско-Сандомирской, Карпатско-Ужгородской, Западно-Карпатской, Моравско-Остравской операциях.
К февралю 1945 года старший лейтенант Степан Брюханов командовал эскадрильей 996-го штурмового авиаполка 224-й штурмовой авиадивизии 8-го штурмового авиакорпуса 8-й воздушной армии 4-го Украинского фронта. К 22 февраля 1945 года он совершил 125 боевых вылетов на разведку и штурмовку скоплений техники и живой силы противника, железнодорожных коммуникаций, нанеся большой урон. 3 мая 1945 года капитан Брюханов погиб во время выполнения боевого задания. Похоронен в польском городе Гливице.
Указом Президиума Верховного Совета СССР от 29 июня 1945 года за «мужество и героизм, проявленные при нанесении штурмовых ударов по противнику в 125 успешных боевых вылетах» Степан Брюханов посмертно был удостоен высокого звания Героя Советского Союза. Также был награждён орденом Ленина, двумя орденами Красной Звезды, орденами Александра Невского, Отечественной войны 1-й степени, Красной Звезды. В честь Брюханова названа улица в Кемерово.